# Dan Eggen
Dan Eggen (født 13. januar 1970) er en norsk tidligere fodboldspiller, der bl.a. spillede for BK Frem og Brøndby IF. Eggen var forsvarsspiller og spillede ligeledes 25 landskampe for Norge og scorede 2 mål. Han var med ved VM i fodbold 1994 og 1998.

## Klubber
- 19XX-1990: Ready Oslo
- 1990-1993: BK Frem
- 1993-1997: Brøndby IF
- 1997-1999: Celta Vigo
- 1999-2004: Alavés
- 2004: Le Mans